# Mieres (Girona)

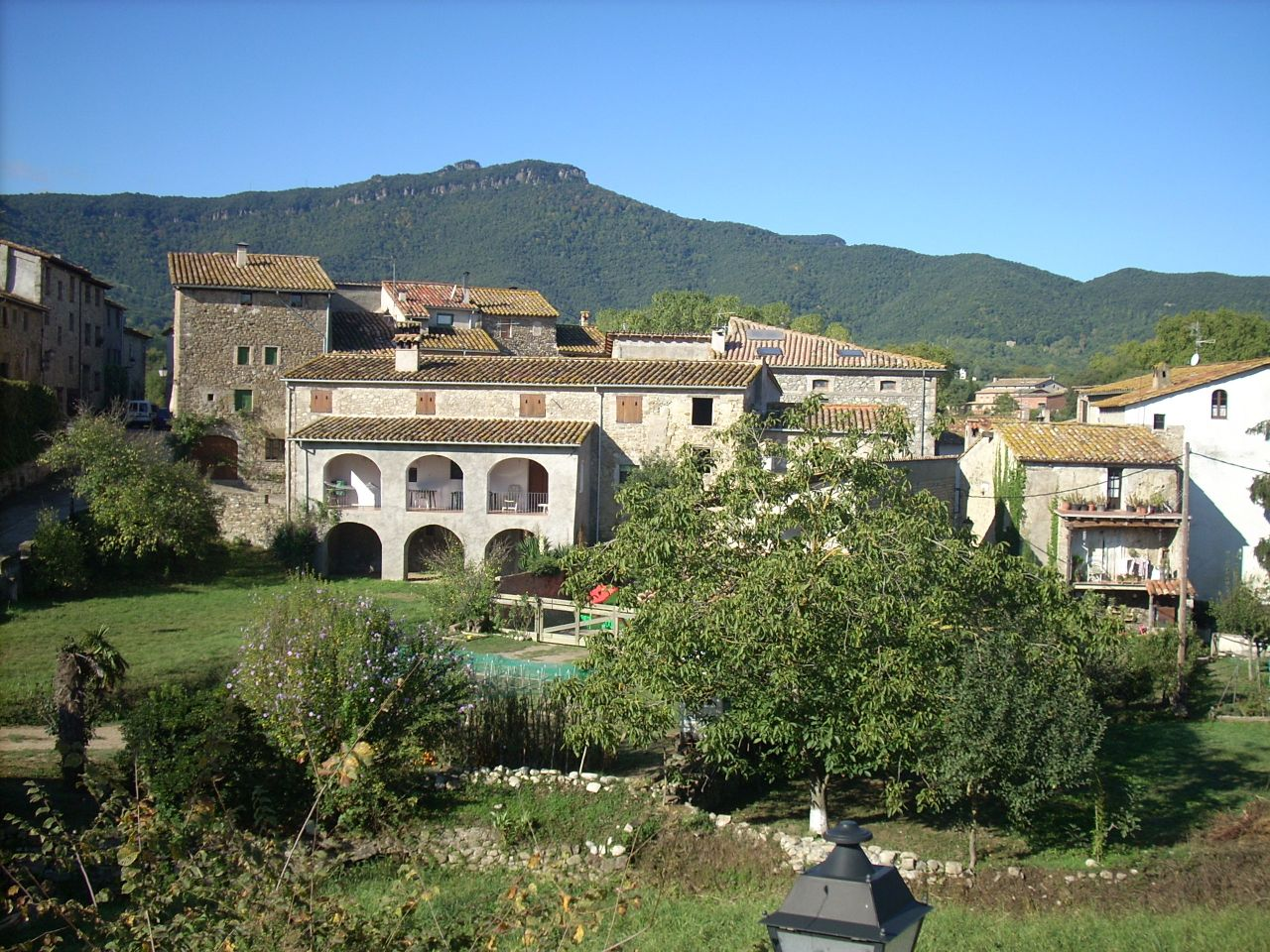
Mieres

Mieres is een gemeente in de Spaanse provincie Girona in de regio Catalonië met een oppervlakte van 26 km². Mieres telt 317 inwoners (1 januari 2016).

## Demografische ontwikkeling
Bron: INE, 1857-2011: volkstellingen